# Jeanne-Baptiste d'Albert de Luynes
Pour les articles homonymes, voir d'Albert.
Jeanne-Baptiste d'Albert de Luynes, comtesse de Verrue, est une aristocrate française née le 18 janvier 1670 et morte le 18 novembre 1736.

## Biographie
Fille de Louis-Charles d'Albert, duc de Luynes, et de sa seconde épouse, Anne de Rohan-Montbazon (1640-1684), elle eut pour parrain, à son baptême en l'église Saint-Sulpice de Paris, Jean-Baptiste Colbert, dont on lui donna les prénoms. Le 25 août 1683, après une éducation à Port-Royal, on lui fit épouser à l'âge de treize ans et demi Auguste-Manfroy-Joseph-Hiérosme-Ignace Scaglia, comte de Verua (francisé en Verruë), colonel de dragons et diplomate piémontais qui l'emmena avec lui à la cour de Savoie à Turin et dont elle eut quatre enfants.
Puis le duc de Savoie Victor-Amédée II de Sardaigne tomba follement amoureux d'elle vers 1688. Elle repoussa longtemps ses avances avant de céder, trahie par sa famille et «encouragée» par Louis XIV à devenir sa maîtresse quasi-officielle. Du duc, elle eut  deux enfants qui furent tous deux légitimés en 1701 :
- Marie-Victoire-Françoise (1690-1766), mademoiselle de Suze, mariée en 1714 à son cousin germain  Victor-Amédée de Savoie (1690-1741), prince de Carignan.
- Victor-François (en) (1694-1762), marquis de Suze.

Alors qu'elle jouissait d'une réelle influence politique — elle fut sans doute l'instigatrice, avec l'ambassadeur René de Froulay de Tessé du choix de l'épouse du duc de Bourgogne lors du traité de Turin du 20 août 1696 — elle organisa avec ses deux frères une évasion d'Italie rocambolesque le 4 octobre 1700 pour trouver refuge au tout début de 1701 dans le couvent de sa tante, rue du Cherche-Midi. Elle devint veuve lorsque son mari fut tué à la bataille de Hochstädt le 13 août 1704.
On raconte que, guérie elle-même d'une tentative d'empoisonnement de la part d'ennemis en Italie, elle en remit le remède à Mme de Ventadour, ce qui contribua à sauver, en 1712, le futur Louis XV de la rougeole qui emporta son frère aîné, le duc de Bretagne. Cet épisode lui valut la reconnaissance et l'amitié de Louis XV. Madame de Verrue devint alors familière de la cour. Elle fut notamment l'amie intime du duc de Bourbon et de sa mère, la princesse douairière de Condé.
Après avoir vécu recluse pendant plus de trois années à la demande de son mari, «L'excentrique comtesse de Verrue réapparut dans le monde et s'éprit alors d'un baron de fraîche date, Jean-Baptiste Glucq dit de Saint Port puissamment enrichi aux Gobelins» dit Saint-Simon, qui avance qu'elle l'épousa secrètement, ce qui n'a jamais été prouvé. Tous les ans, quand la cour était à Fontainebleau, elle séjournait au château de Sainte-Assise, que Glucq possédait à Seine-Port. Elle séjournait également au château de Condé à Condé-en-Brie chez un autre de ses intimes, le marquis Jean-François Leriget de La Faye.
Amie des lettres, des sciences et des arts, elle renoua des liens avec une société choisie d'écrivains et de philosophes français, notamment Voltaire, qu'elle admirait. Elle a écrit un ouvrage collectif intitulé Les Écosseuses, ou les œufs de Pâques, publié chez la Veuve Oudot en 1745. Cet ouvrage s'inscrit dans un jeux de plume apprécié au XVIIIe siècle.

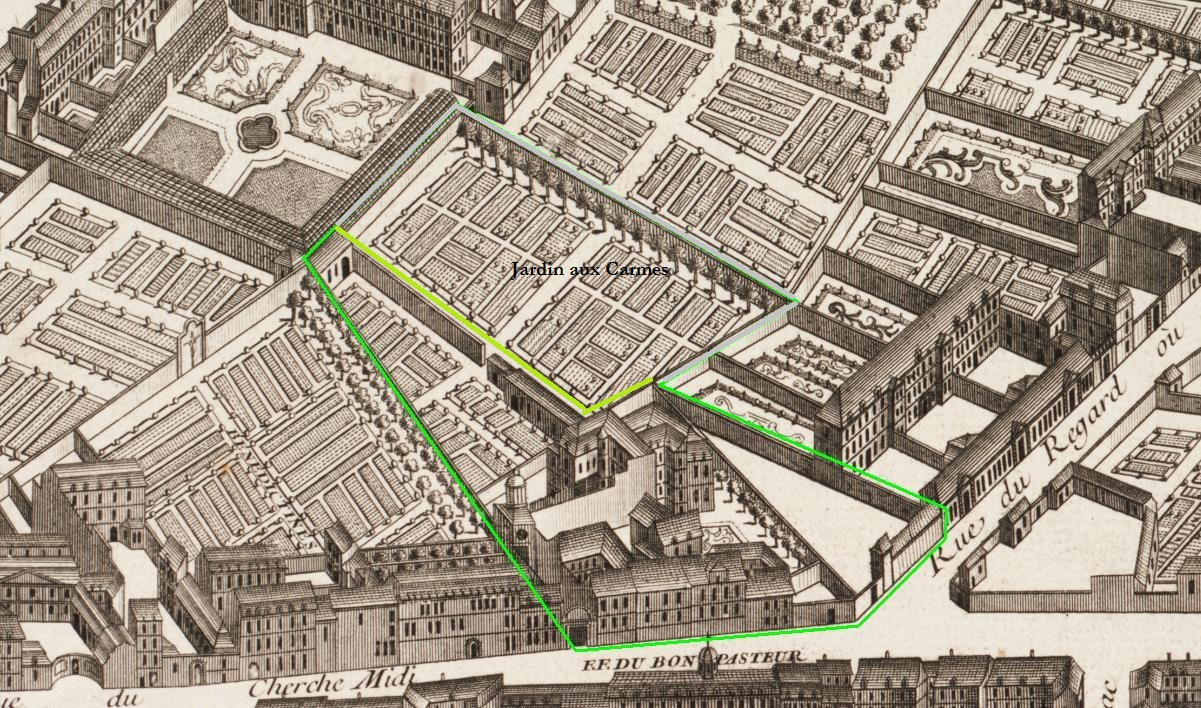
Vue de l'emprise de l'Hôtel de la comtesse de Verrue à Paris, d'après le plan de Turgot, début du XVIIIe siècle

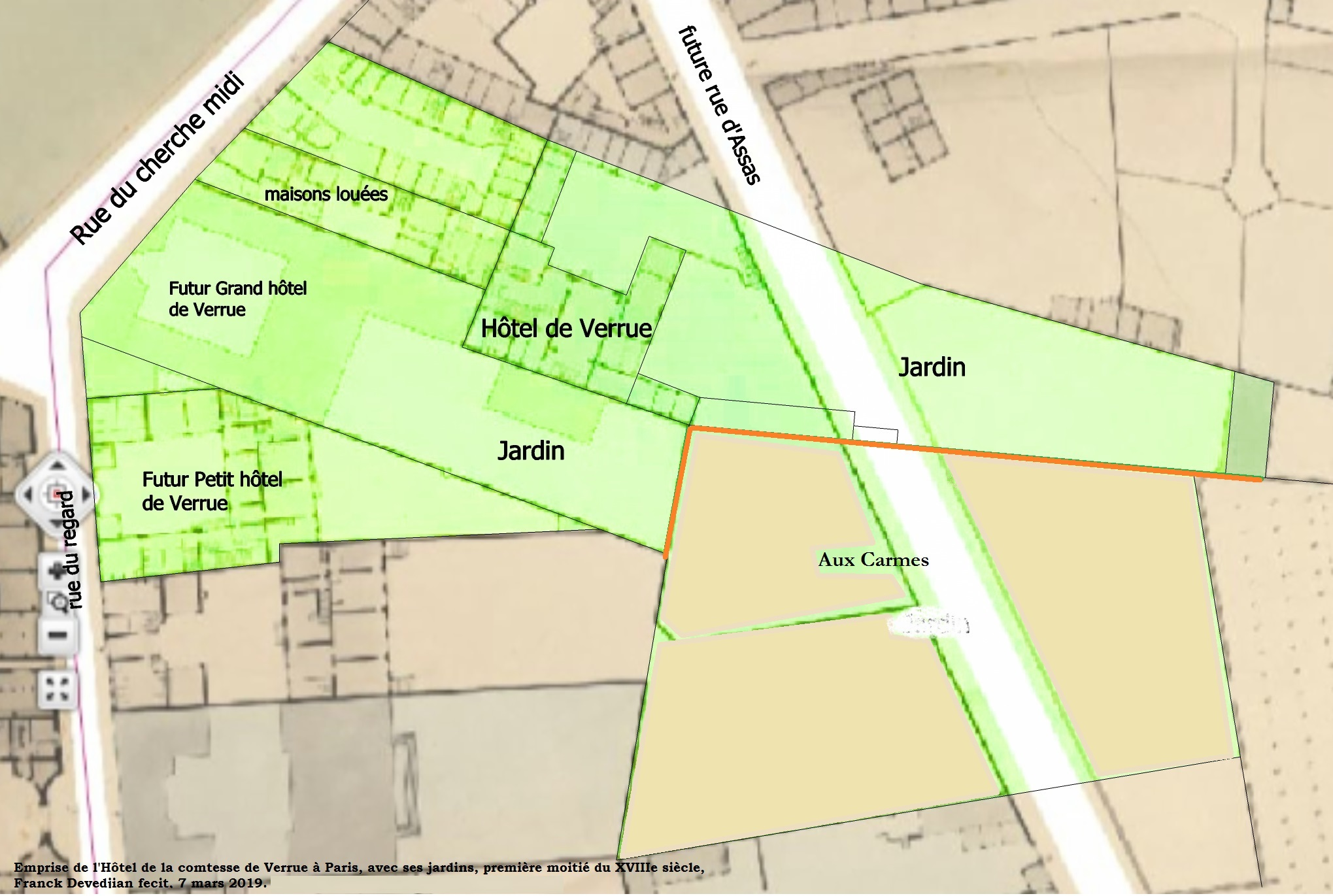
Plan de l'Hôtel de la comtesse de Verrue à Paris, première moitié du XVIIIe siècle. Nota : la grande parcelle du « jardin » située en bas à droite n'est peut être pas dans la propriété de la comtesse mais au couvent des Carmes déchaussés

À Paris, elle installa les nombreux cadeaux reçus lorsqu'elle se morfondait en Italie, dans l'hôtel d'Hauterive — détruit depuis, lors du percement du boulevard Raspail — agrandi pour accueillir une collection de plus en plus étoffée, et acheta aux Carmes voisins des maisons qu'elle loua au fur et à mesure à des relations. Elle y tint un salon où se pressèrent des fidèles comme l'abbé Terrasson, Rothelin, le Garde des sceaux Chauvelin, Jean-François Melon, Jean-Baptiste de Montullé, le marquis de Lassay et son fils Léon de Madaillan de Lesparre, comte de Lassay et bien d'autres qui vinrent se fixer près de chez elle.
 (mars 2019).
Sa fortune ayant été encore accrue par le système de Law, elle projeta en 1719 les plans de deux hôtels jumeaux donnant respectivement sur les rues du Cherche-midi et sur la rue du Regard à faire construire par l'architecte Victor Dailly, dont ne reste de nos jours que le no 1 rue du Regard. Celui ouvrant rue du Cherche-Midi, où se tint le conseil de guerre qui jugea le capitaine Dreyfus en décembre 1894, a été démoli et son portail remonté au parc de Jeurre dans l'Essonne. L'hôtel Verrue que la comtesse n'habita jamais, devait alors se situer au no 8 de la rue d'Assas et sa construction ne commença qu'en 1740; de même que le plafond de son hôtel d'Aubeterre (qu'elle avait agrandi d'une galerie pour exposer ses objets), peint par Claude Audran, se trouve aujourd'hui au musée des arts décoratifs de Paris.
Elle mourut en 1736. Elle n'oublia personne dans son testament, pas même les oiseaux  exotiques de son étonnante volière… On composa pour elle cette épitaphe :
Ci-gît, dans une paix profonde,
Cette Dame de Volupté,
Qui, pour plus grande sûreté,
Fit son paradis dans ce monde.

## Les collections de la comtesse de Verrue
La comtesse de Verrue possédait une magnifique collection de tableaux de maître, d'objets d'art et de meubles de prix. Elle dépensait sans compter pour acheter gravures, bijoux, pierres précieuses (plus de 8 000), pièces de monnaie, tapisseries, tabatières en or, vêtements… tant et si bien qu'elle dut trouver de la place dans une maison acquise à Meudon le 12 juillet 1713… et le 27 juillet de la même année, l'architecte Pierre-Nicolas Delespine s'engageait à lui construire une maison attenante d'après les plans de Jean-Baptiste-Alexandre Leblond. Elle commanda des tableaux à de nombreux artistes dont Nicolas Lancret, Alexis Grimou et possédait des œuvres de David Teniers, d'Antoine Watteau, et le fameux Portrait de Charles Ier d'Angleterre de Van Dyck.
Mais la comtesse de Verrue est surtout connue comme l'une des plus grandes bibliophiles de son temps. Elle conservait ses livres dans un grand cabinet prenant jour par deux fenêtres ouvertes sur le jardin de son hôtel, dans des armoires en marqueterie de Boulle aux portes garnies de rideaux de taffetas vert. Elle devait posséder environ 18 000 volumes (à Paris et à Meudon). La partie de sa bibliothèque conservée à Paris fut dispersée en 1737 par le libraire Gabriel Martin, dans un catalogue de 3 000 références. L'autre partie, restée sur place à Meudon, fut encore agrandie par ses héritiers et passa partiellement dans la bibliothèque du duc et de la duchesse d'Aumont, puis dans celle de leurs héritiers le duc et la duchesse de Villeroy, qui fut confisquée à la Révolution.

## Postérité
- Alexandre Dumas a fait de la comtesse de Verrue l'héroïne de son roman La Dame de Volupté : mémoires de Jeanne d'Albert de Luynes, Comtesse de Verrue (1863).
- Jeanne de Luynes, comtesse de Verue (1984), roman de Jacques Tournier inspiré de la liaison entre la comtesse de Verrue et le duc de Savoie.
- La Putain du roi, film français d'Axel Corti inspiré du roman de Jacques Tournier, avec Valeria Golino (la comtesse de Verrue) et Timothy Dalton (le duc de Savoie).
- André Gilbertas, La Contessa, autobiographie imaginaire de la Comtesse de Verrue, Atelier Comp’Act, 2004.
- une rue portant son nom existe à Saint-Vaast-la-Hougue dans le département de la Manche. Elle en aurait été la créatrice en achetant toutes les vieilles maisons pour les détruire et faire bâtir de nouvelles plus harmonieuses.